# Arctosippa
Arctosippa gracilis es una especie de araña araneomorfa de la familia Lycosidae. Es el único miembro del género monotípico Arctosippa. Es originaria de Perú.